# Toyota Avalon
O Avalon é um sedan de porte grande, lançado pela Toyota em 1994 como sucessor do Toyota Cressida e foco específico no mercado americano. Atualmente encontra-se na quarta geração.
Em 2013, o modelo ganhou uma versão híbrida, no lugar do motor de 6 cilindros (3.500 cc), que fornece 268 hp de potência, é equipado com um motor de 4 cilindros (2.500 cc), que fornece 156 hp de potência combinado com um motor elétrico de 141 hp e com uma transmissão continuamente variável (câmbio CVT), que permite a transmissão de até 200 hp para as rodas dianteiras. A bateria de 1,6 kWh ocupa o volume de 56 litros.

## Galeria

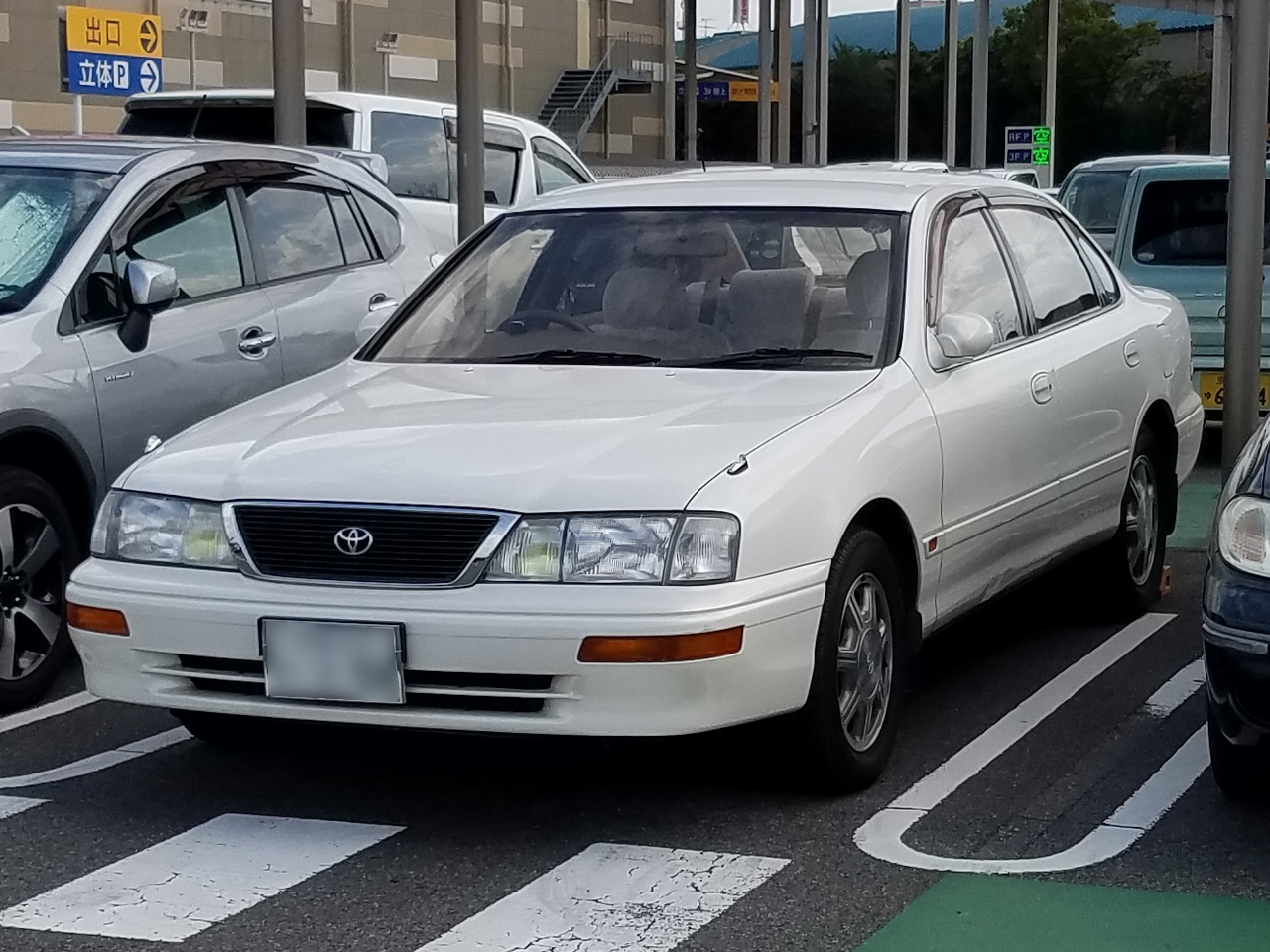
Toyota Avalon (1994-1999)
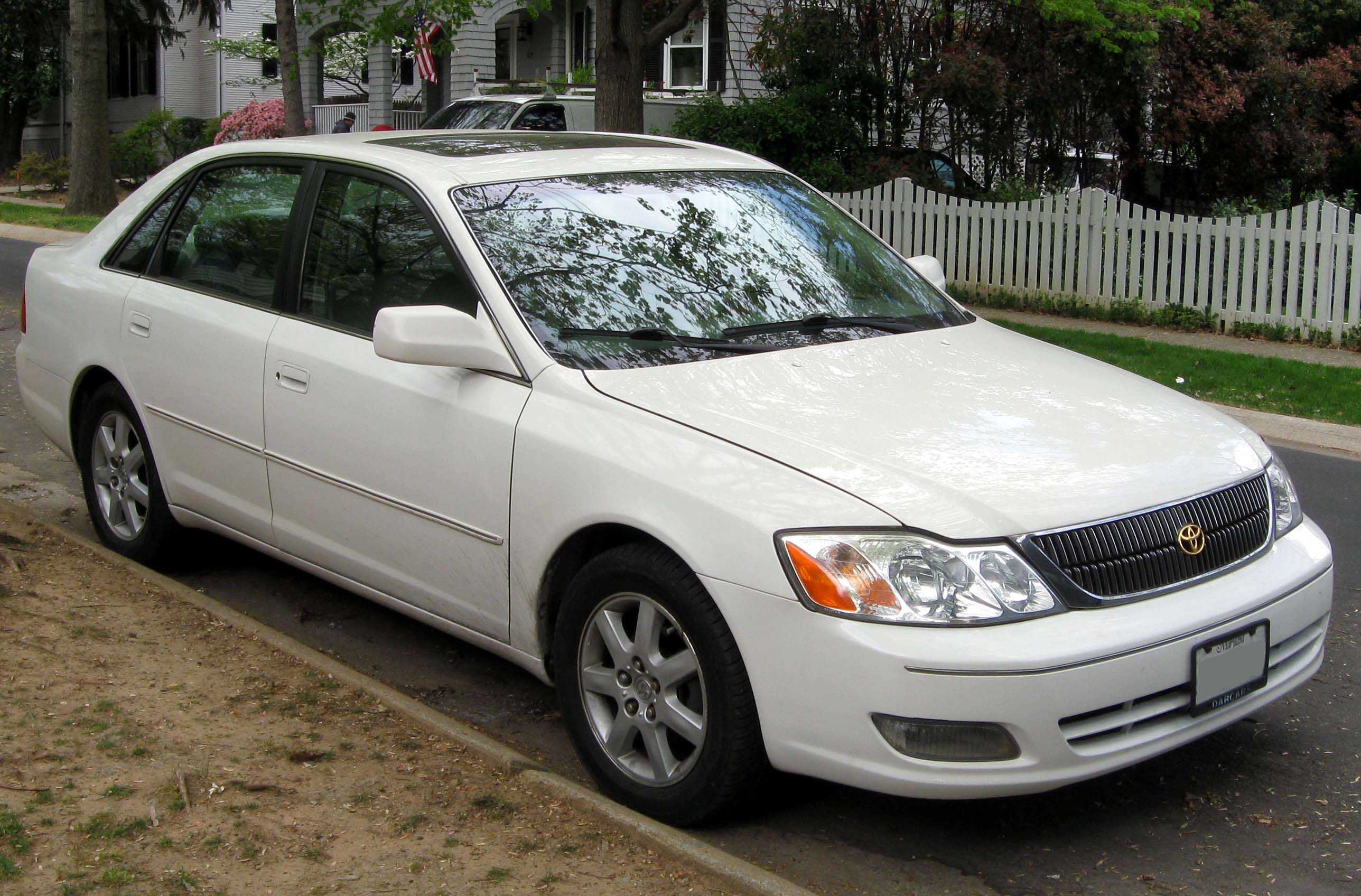
Toyota Avalon (2000-2004)
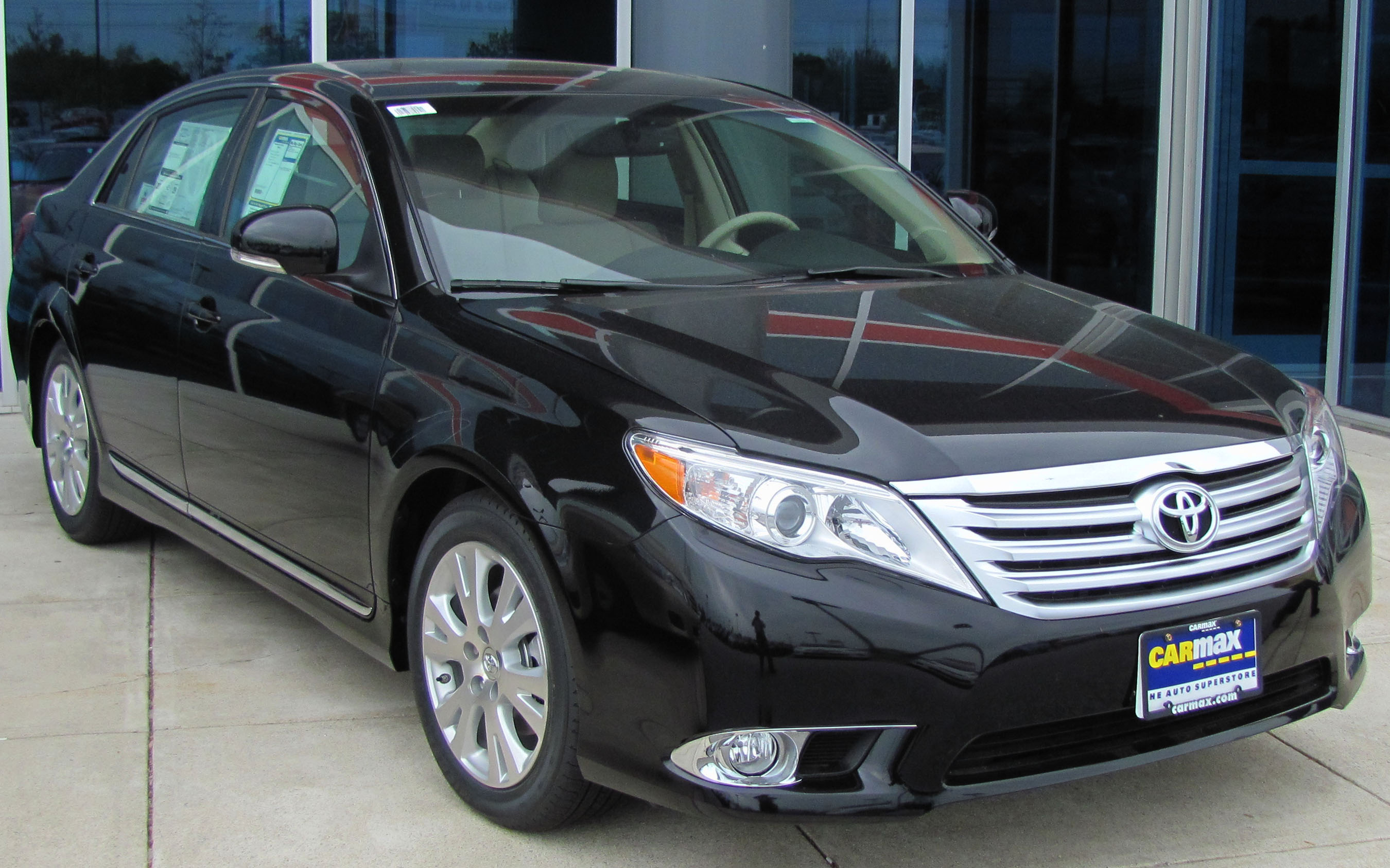
Toyota Avalon (2005-2012)
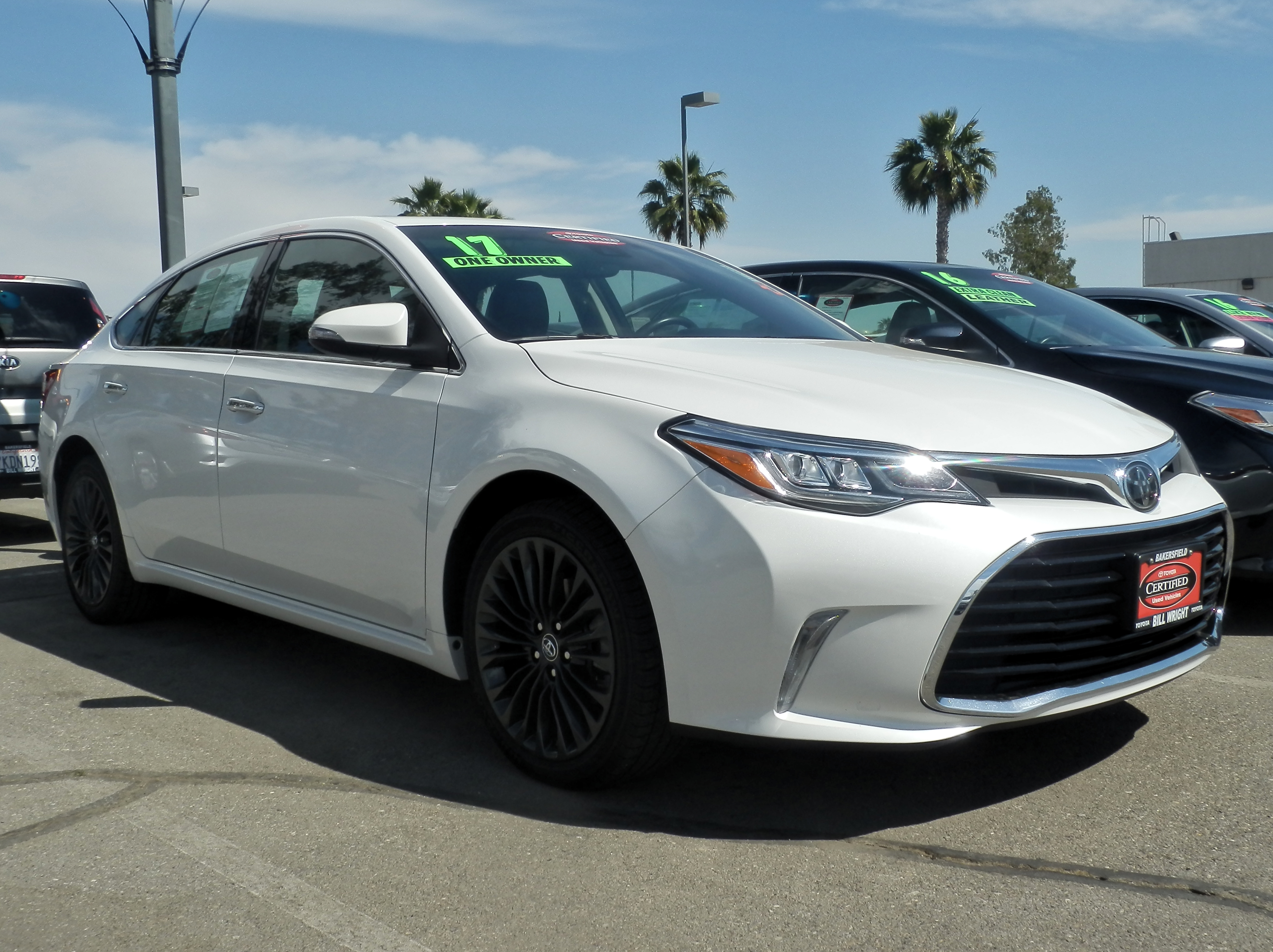
Toyota Avalon (2013-presente)